# Case (astrologia)

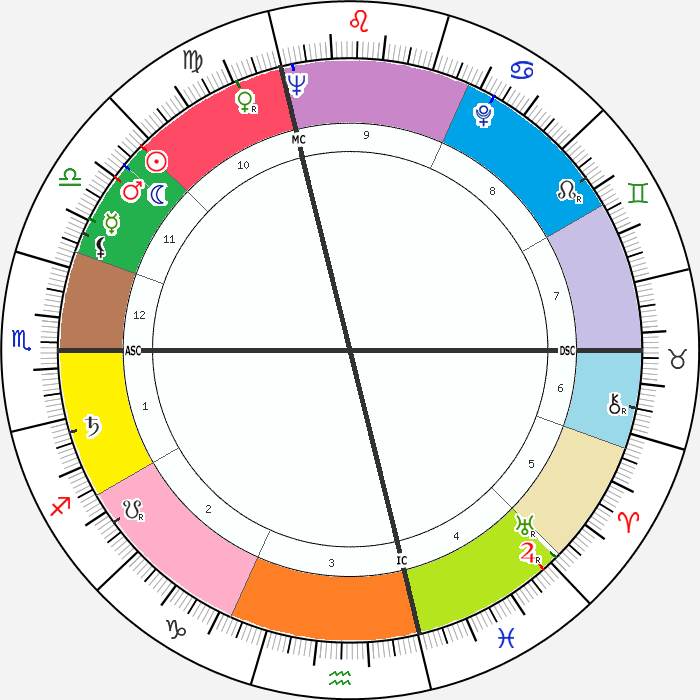
Esempio di suddivisione in Case nel tema natale dell'allenatore di calcio Enzo Bearzot

In astrologia le dodici case (o campi, o settori) sono suddivisioni della carta natale di una persona, graficamente identificabili come spicchi all'interno del cerchio dello zodiaco, ossia una forma simbolica di rappresentazione astrologica del cielo al momento della nascita di una persona, entro i cui dodici segmenti si collocano anche i pianeti e i dodici segni zodiacali.
Le case rappresentano il percorso del sole e dei pianeti nell'arco di una giornata, dall'alba di un giorno all'alba successiva. Questo perché la rotazione della terra su se stessa causa la rotazione apparente del cielo, e quindi anche dei settori zodiacali. Circa ogni 2 ore un nuovo settore zodiacale sorge ad Est e il settore opposto tramonta ad Ovest, possiamo immaginare questa rotazione come quella di un disco orario. I pianeti si troveranno in una particolare posizione rispetto alla linea dell'orizzonte delimitata dall'asse Ascendente - Discendente e alla linea del meridiano del luogo, identificata con l'asse verticale Medium Coeli - Imum Coeli.

## Storia
Il primo esempio storico di suddivisione dello Zodiaco in case lo troviamo del Tetrabiblos di Tolomeo.
| Casa | Nome                 | Casa | Nome               |
| ---- | -------------------- | ---- | ------------------ |
| 1    | Oroscopo             | 7    | Occidente          |
| 2    | Il cancello dell'Ade | 8    | Inizio della morte |
| 3    | La dea sum           | 9    | Dio                |
| 4    | Imum Coeli           | 10   | Medium Coeli       |
| 5    | La buona sorte       | 11   | Demone buono       |
| 6    | La cattiva sorte     | 12   | Demone cattivo     |

## Metodi di calcolo delle case
Il calcolo delle case, o domificazione, si fa secondo diversi criteri matematici utilizzando appositi calendari compilati; tra i tanti metodi utilizzati sono diffusi quello di Placido, di Koch, di Regiomontano, o il sistema delle case uguali di Huber, secondo cui si calcola la posizione dell'Ascendente e tutte le altre case si troveranno allo stesso grado nei segni successivi. Esempio, se l'ascendente è a 12° del Toro, la 2ª casa sarà a 12° dei Gemelli e così via, ma il passaggio da una casa all'altra non è schematico e regolare come per i segni che hanno tutti ampiezza pari a 30°, per cui è preferibile usare un metodo diverso da quello di Huber, solitamente quello di Placido è il più diffuso, ma all'equatore, dove la durata del giorno e della notte è sempre la stessa, le case hanno tutte la stessa estensione.
Lo

## Suddivisione del grafico zodiacale
All'interno di un oroscopo spiccano due grandi suddivisioni che dividono in quattro quadranti il grafico: l'orizzonte, visibile orizzontalmente e che delinea l'asse ascendente-discendente e il meridiano, visibile verticalmente, che delinea il Medio Cielo o Medium Coeli (MC), e il Fondo Cielo o Imum Coeli (IC). La parte sopra l'orizzonte è la parte superiore e diurna, a cui corrisponde la parte sinistra del corpo, quella sotto l'orizzonte è la parte inferiore e notturna a cui corrisponde la parte destra del corpo. A seconda della collocazione dei pianeti sotto o sopra l'orizzonte, gli astrologi effettuano le loro interpretazioni della personalità. 
I quattro quadranti sono a loro volta suddivisi in tre settori per un totale di dodici case come i segni zodiacali.
Le case si contano però in senso antiorario, la prima casa inizia con l'Ascendente, in ordine segue la quarta casa o Imum Coeli, poi si passa attraverso il Discendente in settima casa, poi si tocca il Medium Coeli, cosignificante della decima casa e si conclude con il ritorno all'Ascendente. Mentre la quarta casa è identificabile con il nadir, ossia il punto opposto al luogo di osservazione, la decima casa corrisponde allo zenit.
Le case generalmente si possono estendere sia su un solo segno zodiacale, su due (in maggioranza), su 3 (in misura minore) o più mano a mano si avvicina a circoli polari. Esse si dividono come segue:
- Angolari (Case I, IV, VII e X): corrispondenti ai segni cardinali (inizio stagione)
- Succedanee (Case II, V, VIII e XI): corrispondenti ai segni fissi (centro stagione)
- Cadenti (Case III, VI, IX e XII): corrispondenti ai segni mobili (fine stagione).

## Significato delle case

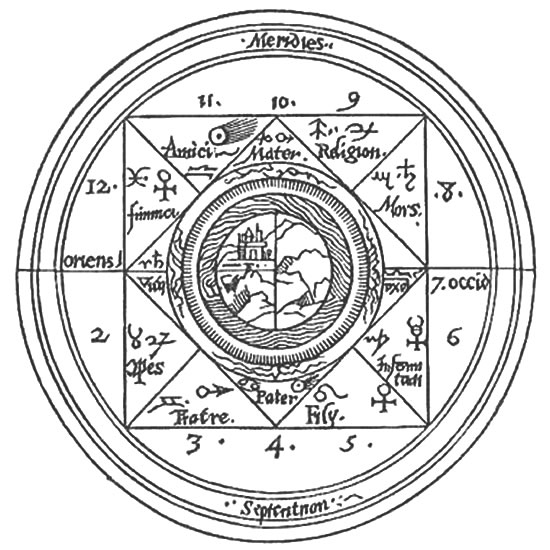
Suddivisione delle Case astrologiche nel Corpus Iconographicum del filosofo Giordano Bruno

La prima casa inizia dall'Ascendente e rappresenta il suo modo di presentarsi agli altri, la prima impressione che diamo di noi stessi, il nostro biglietto da visita. È la nostra personalità immediata, il nostro carattere, la nostra indole, il nostro istinto e fornisce anche informazioni sul nostro aspetto fisico. Spesso si riesce ad indovinare più facilmente l'ascendente di una persona piuttosto che il suo segno solare.
La seconda casa è la casa dei valori concreti che abbiamo intorno a noi e su cui possiamo contare, un tempo identificabili con la terra, oggi con il denaro, i beni materiali e le necessità primarie come il cibo, la gelosia come possessività della persona amata, l'immediato futuro e la necessità di sopravvivenza e di sostentamento.
La terza casa è l'ambiente circostante immediatamente vicino a noi e come lo viviamo, è la casa dei fratelli, dei cugini, degli amici più cari e dei colleghi di lavoro, della socievolezza e della curiosità verso quanto ci circonda, delle pubbliche relazioni, del nostro modo di esprimerci e di parlare. È anche la casa dei piccoli viaggi, degli studi adolescenziali.
La quarta casa o Imum Coeli (IC) è la famiglia, l'ambiente di origine in cui siamo cresciuti, il focolare domestico, i genitori, la nostra infanzia e il modo in cui tutto questo ha condizionato il nostro essere, è la casa delle tradizioni e dei legami ancestrali, della memoria e del nostro modo di fermare il tempo, ad esempio collezionando qualcosa. Può esser interpretata come percezione soggettiva, mentre altre teorie sostengono che illustri la situazione oggettiva. Di fatto l'una condiziona l'altra.
La quinta casa è quella della voglia di vivere e divertirsi, del potenziale creativo e della capacità di lasciare un segno, un'opera letteraria o un'opera d'arte, ma anche senso creativo inteso come carica erotica e sessuale, procreazione, e per esteso educazione dei propri figli. È anche la casa degli eccessi e dell'atteggiamento nei confronti dei rischi, come può essere il gioco d'azzardo.
La sesta casa è il dovere, le regole da rispettare, la routine quotidiana e il modo di affrontarla, il lavoro di tutti i giorni, l'adattamento verso il quotidiano e le sue regole, la disciplina e il rispetto degli altri ma anche di noi stessi. Quindi è anche la cura che abbiamo del nostro corpo e la nostra salute, come curiamo i nostri malanni e il nostro aspetto, per esteso il nostro modo di abbigliarci. Indica le zie. 
La settima casa o Discendente inizia la sequenza delle case al di sopra dell'orizzonte e i significati si contrappongono alle precedenti. La settima, opposta all'Io-ascendente è la casa degli Altri, del nostro modo di legarci a loro, ad es. con una società per affari, è la casa della convivenza, delle scelte di responsabilità, dei contratti, incluso il matrimonio, è la collettività e il modo in cui viviamo le reazioni con il prossimo. Rapporti con sorelle. 
L'ottava casa opposta alla seconda-denaro e avere, rappresenta il denaro che avremo, magari in eredità, come sapremo gestire la nostra situazione economica futura, quindi rappresenta anche il denaro nel senso di "dare": debiti, rate, mutui. È una casa misteriosa, profonda, occulta, è il sacrificio, il significato che diamo alla morte, ma è anche potenziale creativo, fascino, magnetismo, l'inconscio e l'attrazione per l'occulto, la realizzazione spirituale. Può essere vita o morte, sacrificio o indulgenza. Al negativo rappresenta la segretezza, gli amori nascosti, il mistero, la falsità.
La nona casa opposta alla terza-ambiente circostante, rappresenta l'ambiente lontano, i lunghi viaggi, l'estero e il modo di relazionarci con le persone straniere. È anche la casa dei viaggi mentali e dell'evasione attraverso discipline filosofiche, dell'etica, degli studi superiori, del clero, degli ideali. Indica anche gli zii, cugini. 
La decima casa inizia dal Medium Coeli ed è opposta alla quarta-origini. Rappresenta la realizzazione professionale che avremo, la fuga dal nido di origine, il successo, l'indipendenza, i riconoscimenti che avremo o non avremo, l'ambizione e la decisione ad inseguire determinati obiettivi, la forza di abbattere gli ostacoli.
L'undicesima casa opposta alla quinta-eccessi è la casa dell'equilibrio, della moderazione, del controllo, di come ci muoviamo nel contesto sociale e delle amicizie che impariamo a coltivare, la nostra moderazione, la capacità di individuare progetti e portarli a compimento ingegnandoci. È associata anche alle nuove tecnologie e al modo in cui ci rapportiamo ad esse.
La dodicesima casa chiude il cerchio è opposta alla sesta-regole e concretezza e rappresenta noi di fronte al mondo e alle difficoltà della vita, è il modo in cui riusciamo a gestire la nostra interiorità, i nostri sogni, la meditazione, la sensibilità, l'emotività, la solitudine, il sublime, l'insofferenza verso la routine e la materialità a favore della spiritualità.